# Feride Çetin

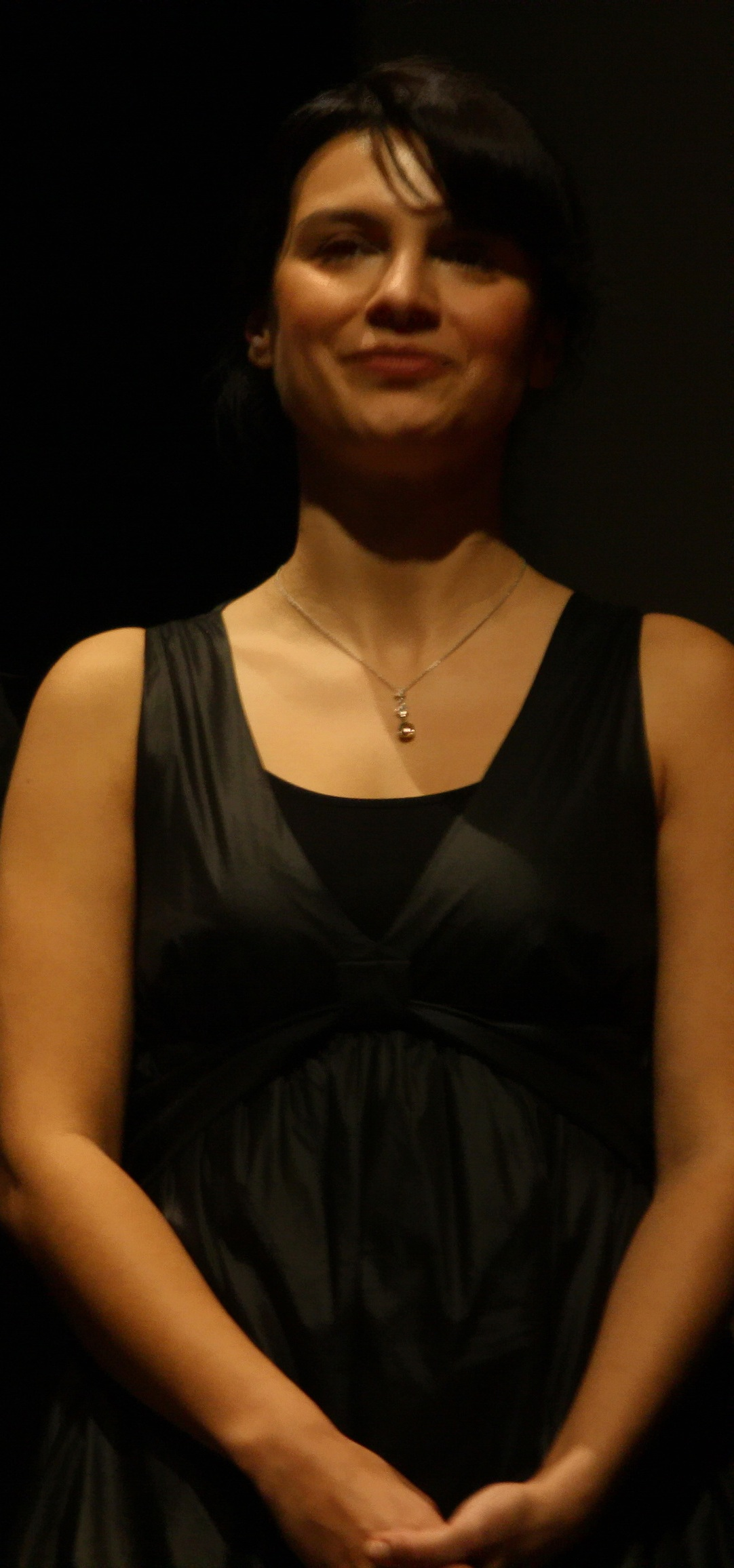
Feride Çetin

Feride Çetin (* 5. November 1980 in Istanbul) ist eine türkische Schauspielerin.

## Leben und Karriere
Çetin wurde am 5. November 1980 in Istanbul geboren. Sie studierte an der İstanbul Üniversitesi İletişim Fakültesi. Danach setzte sie ihr Studium an der Marmara Üniversitesi fort. Ihr Debüt gab sie 2005 in dem Film İki Genç Kız. Danach spielte sie 2009 in der Fernsehserie Yalancısın Sen mit. 2011 wurde sie für die Serie Anneler ile Kızları gecastet. Zwischen 2009 und 2021 war sie in Hercai zu sehen. 2019 heiratete sie den türkischen Schauspieler Murat Özer. Das Paar ließ sich 2021 scheiden. Aus der Ehe ging ein Kind hervor.

## Filmografie (Auswahl)
Filme
- 2005: İki Genç Kız
- 2007: Gomeda
- 2008: Ulak
- 2012: Güzel Günler Göreceğiz
- 2012: Aziz Ayşe
- 2013: Lal
- 2013: Taş Mektep
- 2017: Put Şeylere
- 2018: Güven
- 2018: Bebek Geliyorum Demez
- 2019: Manyak
- 2019: Sesinde Aşk Var

Serien
- 2006: Rüya Gibi
- 2007–2008: Hatırla Sevgili
- 2008: Son Ağa
- 2009: Yalancısın Sen
- 2010: Aşk ve Ceza
- 2011: Anneler ile Kızları
- 2015: Eve Dönüş
- 2019–2021: Hercai
- 2022: Duy Beni